# جيرماقنو
جيرماقنو؛ هي بلدية في مقاطعة فيربانو كوزيو أوسولا في منطقة بيدمونت الإيطالية، وتقع على بعد حوالي 110 كيلومترات (68 ميل) شمال شرق تورين وحوالي 9 كيلومترات (6 ميل) غرب فيربانيا. تقع جيرماقنو على حدود البلديات التالية: كاسال، كورت، سيرو، لوريجليا، أوميغا، كارنا، سوبرا.

## روابط خارجية
- الموقع الرسمي